# NGC 6316
NGC 6316 је збијено звездано јато у сазвежђу Змијоноша које се налази на NGC листи објеката дубоког неба.
Деклинација објекта је - 28° 8' 22" а ректасцензија 17h 16m 37,4s. Привидна величина (магнитуда) објекта NGC 6316 износи 8,1. NGC 6316 је још познат и под ознакама GCL 57, ESO 454-SC4.